# Gert-Martin Greuel

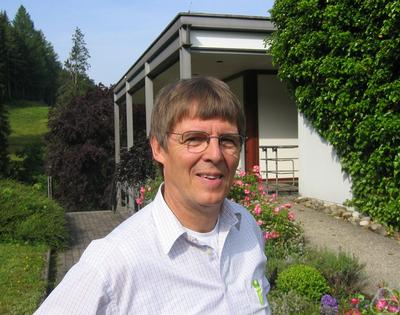
Gert-Martin Greuel in Oberwolfach, 2006

Gert-Martin Greuel, Koszalin 1944, is een wiskundige uit Duitsland die zich bezighoudt met de computeralgebra, algebraïsche meetkunde en de complexe functietheorie.
Greuel studeerde van 1965 tot 1971 wis- en natuurkunde aan de Universiteit van Göttingen en de ETH in Zürich, studeerde in 1971 af in Göttingen, werd daar daarna wetenschappelijk medewerker en promoveerde in 1973 op het proefschrift Der Gauss-Manin-Zusammenhang isolierter Singularitäten von vollständigen Durchschnitten. Hij werd daarna assistent aan de Universiteit van Bonn, waar hij in 1980 habiliteerde, en is sinds 1981 hoogleraar aan de Technische Universiteit van Kaiserslautern, waar hij sinds 1993 het Zentrum für Computeralgebra leidt.
Hij is vanaf 2002 de opvolger van Matthias Kreck als directeur van het Wiskundig Onderzoeksinstituut van Oberwolfach en vanaf 2010 voorzitter van de European Research Centres on Mathematics. De Universiteit van Hannover kende hem in 2009 een eredoctoraat toe.
Greuel ontwikkelde met Gerhard Pfister, ook professor in Kaiserslautern, en andere een computeralgebrataal met toepassingen in de algebraïsche meetkunde, in het bijzonder de studie van singulariteiten, een specialiteit die Greuel van zijn leermeester Brieskorn heeft overgenomen. Hij was van 2012 tot 2015 hoofdredacteur van het Zentralblattes für Mathematik.